# فرانك أرنو غيديغبي
فرانك أرنو غيديغبي (بالألمانية: Frank Arnau )‏ (و. 1894 – 1976 م) هو كاتب، وصحفي، وكاتب مسرحي من ألمانيا، وسويسرا، ولد في فيينا، توفي في ميونخ، عن عمر يناهز 82 عاماً.

## جوائز
حصل على جوائز منها:
- Honorary doctor of the Humboldt University of Berlin ‏ (1968).

## وصلات خارجية
- فرانك أرنو غيديغبي على موقع IMDb (الإنجليزية)
- فرانك أرنو غيديغبي على موقع مونزينجر (الألمانية)

- فرانك أرنو غيديغبي في قاعدة بيانات الأفلام على الإنترنت